# Ернст Албрехт
Ернст Албрехт; Диселдорф, 12. новембар 1907. - 26. март 1976. Диселдорф) био је њемачки фудбалер. Наступао је за Фортуну из Диселдорфа са којом је освојио њемачко првенство 1933. године. Између 1928. и 1934. године 17 пута је наступио за њемачку фудбалску репрезентацију и постигао четири гола. Иако није учествовао на турниру, био је дио њемачког тима који је на Свјетском првенству у Италији 1934. године био трећи.

## Голови у репрезентацији
| #  | Датум             | Мјесто                                   | Противник  | Полувријеме | Резултат | Такмичење                           |
| -- | ----------------- | ---------------------------------------- | ---------- | ----------- | -------- | ----------------------------------- |
| 1. | 15. април. 1928.  | Ванкдорф стадион, Берн, Швајцарска       | Швајцарска | 3–0         | 3–2      | пријатељска                         |
| 2. | 22. октобар 1933. | Wedaustadion, Дуисбург, Немачка          | Белгија    | 5–0         | 8–1      | пријатељска                         |
| 3. | 5. новембар 1933. | Stadion am Königsweg, Магдебург, Немачка | Норвешка   | 1–0         | 2–2      | пријатељска                         |
| 4. | 11. март 1934.    | Стадион Жози Бартел, Луксембург          | Луксембург | 3–0         | 9–1      | квалификације за Свјетски куп 1934. |